# Desmodium callilepis
Desmodium callilepis är en ärtväxtart som beskrevs av William Botting Hemsley. Desmodium callilepis ingår i släktet Desmodium och familjen ärtväxter. Inga underarter finns listade i Catalogue of Life.